# Tyrannobdella rex
Tyrannobdella rex – gatunek pijawki z rodziny Praobdellidae. Występuje na terenie Ameryki Południowej. Pasożytuje na błonach śluzowych ssaków, w tym również ludzi. Tyrannobdella rex ma umięśnione ciało, ubarwione jednolicie szaro lub brązowo, bez pasów i plam. Nie występują brodawki. Narządy rozrodcze mikromorficzne. Przyssawka gębowa niewielka, podczas gdy ogonowa jest duża, szersza niż tylna część ciała pijawki. W przyssawce gębowej znajduje się osiem stosunkowo dużych zębów (do 130 μm) tworzących jeden rząd. Nie jest znany żaden inny gatunek pijawki, którego przedstawiciele mają jedną szczękę z tak dużymi zębami. Zredukowana liczba zębów, przyssawka ogonowa szersza niż tylna część ciała oraz pasożytowanie na błonach śluzowych ssaków wskazuje na przynależność Tyrannobdella rex do rodziny Praobdellidae. Hipotezę tę potwierdziła analiza filogenetyczna przeprowadzona przez Phillips i współpracowników (2010), która zasugerowała, że taksonem siostrzanym dla T. rex jest Pintobdella chiapasensis. Podobny wynik przyniosła również analiza przeprowadzona przez Oceguerę-Figueroę i in. (2012), natomiast według badań przeprowadzonych przez Phillips i in. w 2011 roku Tyrannobdella jest najbliżej spokrewniona z Myxobdella annandalei, a rodzina Praobdellidae to takson parafiletyczny.

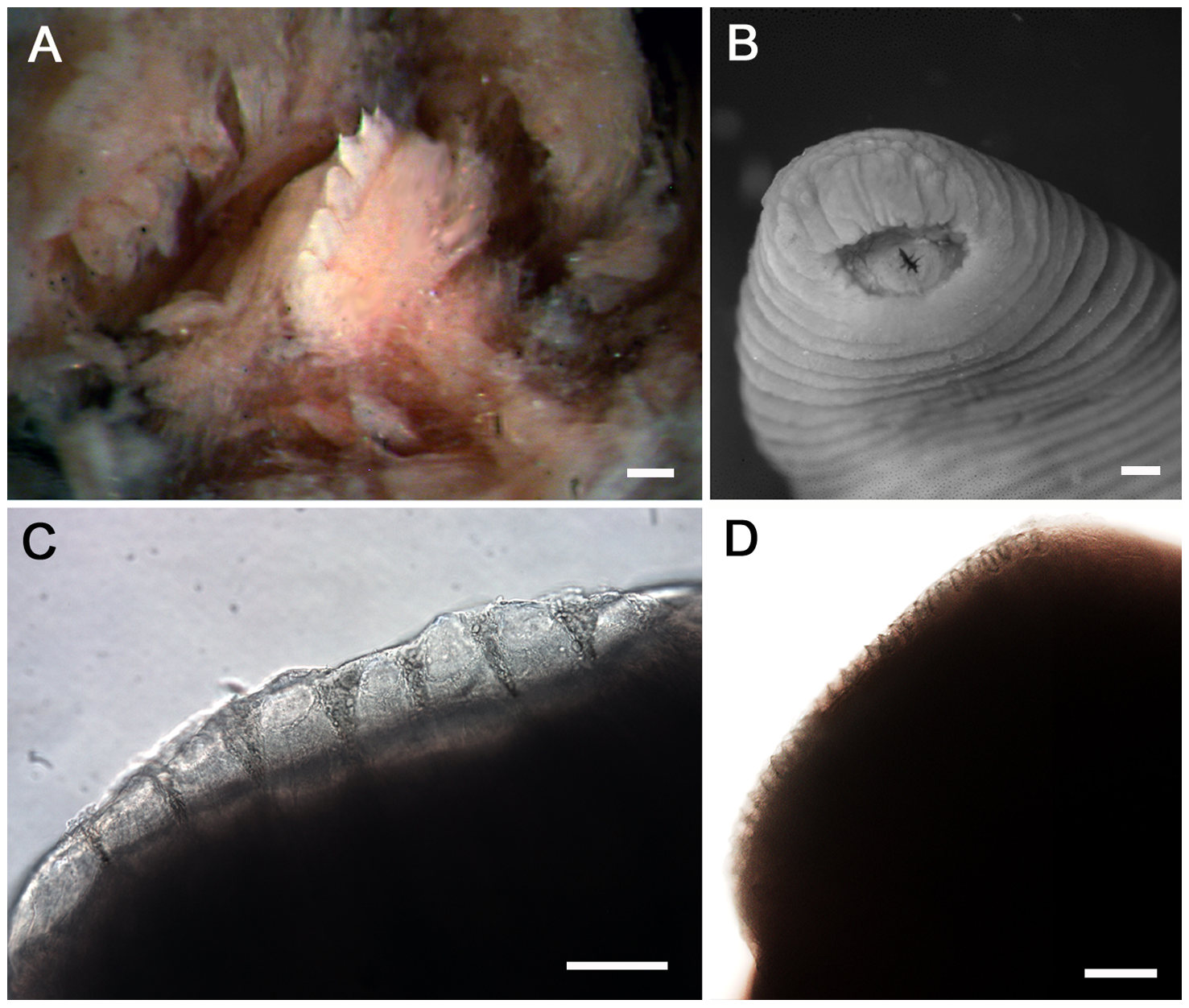
Morfologia szczęk T. rex

Pierwszym znanym nauce okazem T. rex jest mierząca 25 mm długości pijawka wydobyta w 1997 roku w szpitalu w peruwiańskim regionie San Martín z jamy nosowej sześcioletniego chłopca, który wcześniej często kąpał się w naturalnych strumieniach i jeziorach. Usunięciu pasożyta nie towarzyszyło krwawienie z nosa. Również w 1997 roku drugi okaz, mierzący 60 mm długości, został wydobyty z jamy nosowej 16-miesięcznego chłopca z Ayacucho, również często kąpiącego się w strumieniach. W tym przypadku krwawienie z nosa utrzymywało się przez dwa dni. Okazy te zostały desygnowane na paratypy gatunku opisanego w 2010 roku przez Annę Phillips i współpracowników. Holotyp to okaz o długości 44,5 mm, pochodzący z Chanchamayo. Nazwa gatunkowa pochodzi od greckich słów tyrannos („tyran”), bdella („pijawka”) i łacińskiego rex („król”).